# Åsane
Åsane é um bairro da cidade de Bergen, na Noruega, que compõe a parte noroeste da cidade.
Foi um município de Hordaland, a partir de 1 de janeiro de 1904, quando foi separado de Hamre, até 01 de janeiro de 1972, quando foi fundida com Bergen (juntamente com Arna, Fana e Laksevag). A área se desenvolveu de pequenas fazendas para um subúrbio construído em 1960 e 1970. Estão localizados os shopping centers Gullgruven e Åsane Storsenter, incluindo uma IKEA.
Åsane está ligado ao centro de Bergen pela estrada E16, que continua até Arna. A ligação rodoviária aos municípios do norte em Hordaland é feita pela auto-estrada E39, atravessando a ponte Nordhordalands, inaugurado em 1994. Planos para encurtar a E39 através de Åsane incluem a construção de dois túneis, Eikåstunnelen e Nyborgstunnelen. A maioria dos ônibus que passam por Åsane param no terminal central de Åsane.
Åsane produziu duas bandas bem conhecidas, Salhuskvintetten e Vinskvetten, anteriormente conhecido como Salhusvinskvetten.
O Åsane Fotball é o maior clube esportivo da Noruega.

## Moradores Famosos
- Stig Holmås (1946), autor
- Arne Sandstø (1966), técnico de futebol
- Kenneth Storvik (1972), jogador de futebol
- Heikki Holmås (1972), político
- Anders Styve (1974), boxeador
- Mette Davidsen (1976), jogador de handebol
- Trude Gundersen (1977), Medalhista de prata Olímpico em taekwondo
- Kurt Nilsen (1978), músico
- Helge Haugen (1982), jogador de futebol
- Nathalie Nordnes (1984), músico
- Roald Bruun-Hansen (1962), jogador de futebol, gerente esportivo SK Brann, antigo gerente da Associação Norueguesa de Futebol (NFF)